# Knut Hamsun
|  | For filmen om Knut Hamsun, se Hamsun (film) |
Knut Hamsun født som Knud Pedersen (4. august 1859 – 19. februar 1952) var en af Norges fire nobelprisvindere i litteratur, og en af de vigtige forfattere for moderne og ekspressionistisk literatur. Hans gennembrud kom med romanen Sult i 1890, og Hamsun skrev i alt mere end 40 romaner samt skuespil og digtsamlinger. Forfatterskabet kan inddeles i tre faser, en "ny-romantisk" og stærkt subjektiv (1890-98), en periode med afprøving af forskellige genrer (1898-1912) og den afsluttende, socialkritiske fase med satiriske samfundsromaner. 
Gården Garmotræet i landsbyen Lom blev længe regnet som hans fødested, men i dag regnes gården Skultbakken i Vågå som mere sandsynligt. Hans forældre oplyste i folketællingerne i 1865 og 1875, at sønnen var født i Vågå. Han blev døbt 28. august 1859 i Garmo stavkirke i Lom. Hamsun selv var usikker og opgav skiftevis Vågå og Lom som sit fødested. 
For nobelprispengene købte han godset Nørholm i Grimstad. Han var gift to gange, først med den fraskilte Bergljot Goepfert, og efter skilsmissen med skuespillerinden Marie Andersen.

## Opvækst
Som voksen iscenesatte Hamsun sig selv ved at fortælle Edvard Brandes, at han "var født paa Havet og opdraget i en norsk Fjeldbygd". Han gjorde sig også et år yngre, end han var, hvilket først blev opdaget til hans 50-årsdag i 1909. Da hans far Peder Pedersen først døde i 1907 og hans mor Tora Olsdatter i 1919, er det forbavsende, at ingen litteraturforsker interviewede dem om sønnen og efterprøvede myterne om Hamsuns baggrund. Familien Pedersen levede i små kår, og sommeren 1862 flyttede de til Hamarøy i Salten, hvor faren forpagtede den lille gård Hamsund og foruden at drive den fortsatte sit arbejde som skrædder. Gården, som i dag er fredet, tilhørte Hamsuns morbror, den velstående handelsmand Hans Olsen. Vinteren 1868 begyndte Hamsun i skole, en omgangsskole holdt hos en nabo. I alt fik han 252 dages skolegang, fordelt over 6 år.  Fra 12-årsalderen boede han fast hos sin morbror på præstegården og udførte til gengæld forefaldende arbejde, også på kontoret, da drengen havde en smuk håndskrift. Hans Olsen var ungkarl og barnløs, flittig og gudfrygtig og behandlede nevøen strengt. Som voksen beskrev Hamsun ham som sin barndoms "onde ånd", der havde sultet og tyranniseret ham. Hamsuns oprør mod autoriteter kan tilskrives den tid; også hans følelse af at være svigtet af sine forældre. Som 14-årig vendte Hamsun alene tilbage til Lom, hvor han blev konfirmeret og arbejdede som kommis. Alene strejfede han omkring i naturen, og hans senere skildringer af nordnorsk natur og miljø viser hans stærke tilhørsforhold og kærlighed til livet nordpå. 
Hamsun sagde, at han af sin æt kun kendte sine forældre, mormor og morfar. "Længre tilbage er det nat." Men både hans søn Tore og Thorkild Hansen, i sin bog Processen mod Hamsun, hævder en angivelig påvirkning fra Hamsuns to morbrødre: Den strenge, rige Hans, der ejede gården på Hamarøy, og forbilledet Ole med sine eventyrlige fortællinger. I virkeligheden kom morbror Ole i fængsel; han fik i løbet af 10 år fire børn uden for ægteskab og formøblede gården, så den måtte tvangssælges i 1861 – hvilket var den egentlige årsag til opbruddet fra Lom og rejsen til Hamarøy, hvor morbror Hans tilbød dem et hjem på sin gård Hamsund. Snarere end et forbillede kan Ole have været årsag til, at Hamsun var så tilbageholdende i forhold til alkohol og kvinder, til han var langt oppe i 30'erne. Den angiveligt strenge morbror Hans hjalp Ole økonomisk til hans død som skandaliseret i 1869; og da Hamsuns forældre fik syv børn, det kneb med at forsørge, tog Hans og stedets jordmor Thora Andersen både Hamsun og hans lillesøster Sophie til sig for at aflaste familien. Hamsun nævner ikke en eneste gang, at han havde sin lillesøster hos sig hos morbroren, eller det sociale løft, opholdet betød. Han fik skolegang, hvor storebroren Peder blev hentet ud af skolen for at hjælpe forældrene; og Sophie (død i 1890) fik læreruddannelse, også betalt af morbror Hans. I 1875 bad Hamsun om en attest, og morbroren skrev, at "Knut Pederson har for mig i noget over 2 Aar fungeret som Postaabner…og at han i den Tid var villig, paapasselig og oprigtig er det mig herved en sand Fornøielse at kunne meddele…samt at han efter min og mange Forstandiges Formening har meget gode Evner." 
Sophie blev født i 1864 med en hofteskade, der fik hende til at græde uophørligt. Deres mor Tora havde netop mistet sin egen mor, som havde været hendes vigtigste støtte. Belastningen med et kronisk sygt barn blev for meget for Tora med sine anlæg for tungsind. Det blev derfor besluttet, at Sophie ville få det bedre hos morens bror Hans. Når Hamsun som voksen skiftede mellem stor ømhed og iskold afstand til sine koner, gentog han, hvad hans mor havde gjort over for ham. Tora var ofte afvisende eller løb ud på vejen og skreg i hysteriske anfald. Sønnen havde gode evner og havde lært at læse af sine tre ældre brødre, inden han begyndte i skole som otteårig. Hans kønne håndskrift blev også bemærket, og da morbror Hans var ramt af den frygtede "rystende syge" med gradvis forværring, tog han også drengen til sig. Kontrasten mellem den omsorg, der blev vist Sophie, og strengheden over for hendes bror, fik ham til løbe hjem til forældrene flere gange, men de sendte ham hver gang tilbage til morbroren. Tora kom godt nok til præstegården for at besøge sin søn, men ville ikke have ham med hjem. Det lastede Hamsun aldrig sin mor for, men var desto mere bitter på morbror Hans. Følelsen af at være hjemløs pinte ham hele livet. Hamsun brugte stor energi på at komme væk fra Hamarøy, og der gik 21 år, inden han vendte tilbage. Da havde han flere gange ændret sit navn, og Knud Pedersen var blevet til Knut Hamsun, uden "d", hvilket var hans egen opfindelse. 
Holger Drachmann skrev træffende om Hamsuns baggrund:
Dit hjerte, Knut, hvor har du gemt
det dybt i skoven inde!
Dit fugle-garn, hvor har du skræmt
med det i natlig narre-skæmt
dig selv og mangen kvinde!
Thi kvinden ruger i dig selv,
der raser hun som fos og elv,
så godt hun har sig gemt. 

## På rejsefod
Fra 1879 til 1895 boede Hamsun på mindst 50 forskellige adresser  i sit omflakkede liv som havnearbejder, handelsrejsende, skomagerlærling, lensmandsbetjent og skoleholder. Mens hans naturoplevelser som teenager gav stof til de senere nordlandsromaner, var det hans rastløse ungdom, der gav liv til de mange landstrygere i hans bøger. Først ville han til København, Nordens åndelige centrum, og for at skaffe rejsepenge skrev han et flot tiggerbrev til købmanden Erasmus Zahl, der stod model for skikkelsen Mack i romaner som Pan, Sværmere, Benoni og Rosa. Hamsun omtalte sig selv som "en 20-årig yngling, men ingens yndling" med "glimrende evner", og bad om 1.600 kroner til rejsen, en betydelig sum i 1879. Zahl sendte ham pengene, og Hamsun købte pænt tøj samt monokkel og brød aftalen ved i stedet for København at rejse til Øystese i Hardanger (inspireret af Henrik Wergelands Den engelske Lods). Zahl gik til sidst rettens vej for at få sine penge tilbage, men tabte, fordi Hamsun ikke havde været myndig (21 år), da han modtog pengene. 
I Øystese skrev Hamsun fortællingen Frida (der senere er gået tabt), som han personligt ville overrække Frederik Hegel på Gyldendal forlag. Der blev ballade i Øystese, hvor han startede sin karriere som polemiker med et avisindlæg, der kritiserede menighedens salmesang. Da han troppede op på Gyldendal lige før julen 1879, blev Frida straks afvist. Skuffet slog han sig ned i Kristiania, hvor han lejede et hummer i Tomtegaten 11 og gennemlevede en tid med sult og fattigdom, der danner det selvbiografiske grundlag for romanen Sult, hvis hovedperson også bor i Tomtegaten 11. (Huset er revet ned, men skal have ligget, hvor Burger King på Oslo S er i dag.) Et af hans forbilleder var Bjørnstjerne Bjørnson, og Hamsun opsøgte ham på hans gård Aulestad, angiveligt efter at være gået til fods hele vejen fra Kristiania. Imidlertid havde Bjørnson ingen tro på Hamsuns talent; han blev også taget for at være fuld, efter at han gled på vej op til gården. Han prøvede så at kontakte kong Oscar 2., hvor kongens kammerherre i stedet skaffede ham ind ved vejvæsenet på Toten. I to år var Hamsun vejarbeider på egnen og skrev under pseudonymet "Ego" litterære anmeldelser i Gjøviks Blad. Kredsen omkring tændstikfabrikant Nils Frøisland skaffede ham rejsepenge til Amerika. I januar 1882 tog Hamsun til Hamburg og derfra med oceanlineren Oder til New York. I Wisconsin havde hans ældste bror Peder slået sig ned, og med et anbefalingsbrev fra Bjørnson begyndte han et nyt liv i det fremmede som landarbejder og handelsbetjent. Iblandt græd han af hjemve, og hans madmor lærte ham ordet homesick. På et lejet værelse tegnede han med blyant "nattens engel" i loftet og virkede deprimeret. Senere rejste han rundt som foredragsholder med litterære og religiøse emner på programmet. Han vakte opsigt og holdt også prædikener på vegne af unitarpræsten Kristofer Janson, når denne var ude at rejse. Den unge Hamsun var optaget af religiøse spørgsmål, selv om årene hos morbroren havde afskrækket ham, når det gjaldt pietismen. Derimod syntes han om unitarismen og fandt meget af interesse i Jansons bibliotek, fra de store russiske romanforfattere til indisk og kinesisk filosofi samt amerikansk samtidslitteratur. Efter gennem flere måneder at have lidt under hårdnakket bronkitis, vendte han i august 1884 tilbage til Norge. Han frygtede at have fået "løbsk tæring", men kom sig i bjergluften i Valdres, hvor han også fik skrevet en del. Derefter rejste han til Chicago; i maj 1887 drog han til Minneapolis og Janson og hans kreds af litterært interesserede. Hamsun var optaget af realismen og naturalismen og nærede endog anarkistsympatier. Sommeren 1888 sejlede han tilbage til Europa med det danske skib Thingvalla med sørgebånd på jakken til ære for to henrettede anarkister.

## Sult
Hamsun gik i land i København 17. juli 1888 og pantsatte sin frakke for seks kroner, hvorpå han lejede et værelse i Sankt Hans Gade 18 på Nørrebro og levede i den yderste fattigdom, mens han forfattede romanen Sult. I dag er en mindetavle opsat på ejendommen. Hamsun beskrev boligforholdene i et brev 2. december 1888: "Jeg kan ikke arbejde, ikke godt, ikke fint. Jeg sidder her paa en Kvist, hvor det blæser gennem Væggene; her er ingen Ovn, næsten intet Lys, blot en eneste liden Rude oppe i Taget. Jeg kan heller ikke godt gaa ud nu, siden det blev koldt, det er for smaat med Klæder." Men straks han havde penge mellem hænderne, kunne han feste i flere døgn, og tyggede rå kaffebønner mod sine tømmermænd.
På opfordring af Edvard Brandes blev et første uddrag trykt i Ny Jords novemberhæfte; anonymt, fordi fortællingen i den grad blottede Hamsun. Men teksten vakte så stor opsigt, at forfatterens navn snart blev kendt. Strindberg var flyttet til København i efteråret 1887 efter skandalen med Giftas; ved et tilfældigt møde på Kongens Nytorv opfordrede Georg Brandes ham til at læse Nietzsche, som han blev henrykt for. Med Strindberg og Hamsun gående løs i København havde Georg Brandes udløst et skred. "Ingen har i mine yngre dage gjort det indtryk på mig som Dostojevskij, Nietzsche og Strindberg," sagde Hamsun i 1929. Edvard Brandes afviste først Sult-uddraget som for fjernt fra avisen; men grebet af Hamsuns forkomne udseende stak han ham to kroner; derefter sendte han 20 kroner pr. brev og fik forlagsredaktør Gustav Philipsen til at antage uddraget. Hamsun modtog et honorar på 100 kroner, og for pengene tog han over til Sverige, hvor han gik til fods til Göteborg. Julen 1888 tilbragte han hos ægteparret Amalie og Erik Skram; julen 1889 var han hos Georg Brandes, der dog snart distancerede sig fra den ukultiverede Hamsun.
Der gik halvandet år fra udgivelsen af fragmentet til det færdige værk Sult. I mellemtiden havde Hamsun ændret tema, inspireret af Forbrydelse og straf. Sult er skrevet som en parodi på Dostojevskijs værk. Ligesom Raskolnikov er Sults hovedperson en ung mand, der bor på et usselt værelse uden penge til huslejen. Begge sulter og sanser omverdenen helt overspændt. De deler en aristokratisk foragt for dem, de anser som laverestående mennesker; sådan begrunder Raskolnikov sit mord på pantelånersken. Jeg-personen i Sult ser ned på halte og blinde; men hvor Raskolnikov begår et mord, nøjes Hamsuns hovedperson med at stjæle Hans Paulis grønne sengetæppe og forgribe sig på nogle penge. Det hele er en lavkomisk forvrængning af Dostojevskijs højstemte moralsfære. Sult mangler også den bevidstgørelse, Raskolnikov gennemgår. Hamsun havde nu læst Nietzsche, og hans hovedperson ligeså var frigjort fra en verden belemret med Gud, moral og samvittighed.
Sult udkom i juni 1890. Georg Brandes fandt bogen "monoton". Det faldt Hamsun tungt for brystet. Salget af de 2.000 eksemplarer gik trægt, men han trøstede sig med ønskerne om oversættelser både fra England og Tyskland. I Edvard Brandes' anmeldelse brugte denne ordet "Ensformighed" om bogens fire sultkriser, men var ellers positiv: "Fra det ubevidste Sjæleliv hentes Indflydelser, Forestillinger, Udbrud, Handlinger," - og gav dermed Hamsun titlen til hans berømte essay Fra det ubevidste sjæleliv. Omslaget til den engelske førsteudgave af Sult skræmte imidlertid læserne væk; Oscar Wilde beskrev tegningen som "en frygtelig karikatur" af hans skikkelse Ernest.
Få i dag har læst den oprindelige Sult. Hamsun foretog mindst fire gange gennemgribende revisioner af bogen: Før genudgivelser i 1899, 1907, 1916 og 1934.  I 1890 henviste han stolt til bogens blasfemiske afsnit; men allerede i 1899 fjernede han to af dem. Tiraden afsluttes med: "Jeg siger dig, jeg vil spotte dig ud på Dommens Dag og bande dig Tænderne ud af min Mund for din Guddoms endeløse Ynkelighed."

## Mysterierog foredragsturné
Hamsun rejste nu til Lillesand, som han omdøbte til Fillesand (fille = las), hvor han begyndte at skrive Mysterier. Han planlagde "en stor, psykologisk Roman," henvendt til "et aandsfornemt Udvalg af Mennesker". Han kunne ikke skrive til "Mængden"; for "Romaner med Forlovelser og Baller og Børnefødsler, overhovedet med ydre Apparat, er mig lidt for billige." Han ankom til Lillesand med skib og gik i land efter en ren indskydelse 12. juni, præcis ligesom bogens hovedperson Nagel. Ligesom Nagel tog han ind på hotel og fik en klaverspillende nabo, i bogen spottende kaldt "Minutten", hvad der også var hans tilnavn i virkeligheden. Til sin forlægger skrev han: "Minutten bor i Lillesand, hans virkelige navn er Grøgaard...Jeg har ikke skaanet Manden...jeg talte daglig med ham." Grøgaard skal have læst bogen og være blevet dybt såret.
I Sult og Mysterier udvikler Hamsun med en kaleidoskopisk stream of consciousness prosamodernismens indre monolog, som James Joyce senere blev berømt for. Romanen rummer ulige temaer og "mysterier"; en kriminalhistorie, der ikke præsenterer nogen løsning; en psykologisk historie om dobbeltmennesket Nagel og "Minutten"; og en erotisk historie om Nagels kurtisering af den jævnaldrende Dagny (selv om hun er forlovet) og den ældre gammeljomfru Martha. Nagel går omkring i et gult jakkesæt som en anden solgud og inviteres med til selskaber for at underholde med sine outrerede udtalelser. Han er agronom, men tilbringer dagene enten på sit værelse, med maniske monologer om ulige emner, eller strejfende om i skoven. Hans medbragte giftflaske anvendes til sidst til hans selvmord. Edvard Brandes skrev i sin anmeldelse: "Hr. Hamsun kan muligvis opnaa, at Læserinder vil tilskrive ham for at faa den autentiske Forklaring om den gule Mands Fortid."
Hamsun tog en pause i forfatterskabet til fordel for en foredragsturné, hvor han nedsablede verdenslitteraturen lige fra Platon til Shakespeare, Goethe, Ibsen og Zola - og Amalie Skram, som ellers var hans forbillede nogle måneder forinden. Han opponerede mod digtningens nyttefunktion og mod virkeligheden som talsmand for en hæmningsløs subjektivitet, hvor noget er sandt, bare det er godt og fængende udtrykt. Turneen indledtes i Bergen i februar 1891. Han vakte forargelse. I Dagbladet skrev Aasta Hansteen,  at Hamsun var ved at tabe jordforbindelsen og gå i bane om solen af rent hovmod. Redaktør Ola Thommessen  i Verdens Gang skrev bidende, at Hamsun knuste Europas største forfattere på samme vis, som han et par år tidligere havde knust Amerikas forenede stater - "dem, han heller ikke kender andet til, end at de kunne klare sig nogenlunde uden hr. Hamsun." I maj 1891 var Hamsun nået til Sarpsborg, hvor han forelskede sig i en stuepige på hotellet. Pigen som person optog ham ikke, kun studiet af den interessante fornemmelse "at være forelsket". Han passede pigen op, fulgte efter hende overalt, så denne dyrkelse gik hende til hovedet, hun forsømte sit arbejde og blev afskediget. Selv fortsatte Hamsun sin turné, der samme efterår førte ham til Trondheim, hvor han mødte forfatterinden Anna Munch, som blev besat af ham og de næste seks år fulgte efter ham overalt, også til udlandet. I 1898 udkom hendes bog om bekendtskabet, To mennesker. Til sidst måtte Hamsun bede om politibeskyttelse mod hende.
Turnéen blev afsluttet i december 1891 i Kristiansund. Som husven hos redaktør Hans Neraas og hans søster lærte Hamsun "Lulli" Lous at kende og forlovede sig med hende. I maj 1892 brød han forlovelsen og rejste til København, hvor han lejede et par værelser i Bredgade 17 og skrev Mysterier færdig. "Lulli" sad knust og skandaliseret tilbage i Kristiansund. Hun giftede sig aldrig. Hamsun skrev kynisk til Hans Neraas om hende: "Hun er mig saa inderlig ligegyldig, at du tror det ikke. Her i Østergade, i Bredgade, ville hun ikke være saa mægtig...Fan stege mig tog jeg ikke et ganske ungt Skind syv Rejser en Nat, den sidste Rejse nede i en Restauration om Morgenen, da vi skiltes. Hun kommer saa ofte jeg vil, hun gaar og læser til Doktor."  Først i 2010 blev der fundet breve, der viste, at Hamsun og "Lulli" flere gange mødtes igen i København og Paris. 
Lige før Mysterier udkom, blev Hamsun anklaget for at have plagieret Dostojevskis novelle "Spilleren" med sin novelle "Hazard". Fischers forlag i Berlin afslog derfor at udgive Mysterier. Millionæren Albert Langen  fra München stiftede nu sit forlag, først og fremmest for at udgive Mysterier på tysk. Senere blev Langen gift med Bjørnsons datter Dagny; Langens søster var gift med Bjørnsons søn Einar, så den norske tilknytning var stærk. Langens forlag understøttede Hamsun, mens han skrev Pan og de efterfølgende bøger; så Hamsuns europæiske berømmelse blev grundlagt i Tyskland, og det glemte Hamsun aldrig.
I øvrigt beskar han senere Mysterier kraftigt. 1892-udgaven var på 516 sider, mens der i 1907-udgaven kun er 312 sider. 

## Redaktør Lyngeog Paris
Foredragsturneen og Mysterier betød et drastisk omslag for Hamsun. Tidligere var han hjulpet frem af autoriteter som Arne Garborg og Bjørnson, brødrene Brandes og ægteparret Skram; nu vendte de ham ryggen. Som hævn over Ola Thommessen i Verdens Gang skrev Hamsun Redaktør Lynge, en af hans "Knytnævebøger", som han først kaldte Redaktør Olafson som et direkte blåt øje; det blev dog ændret af forlaget. Han beskrev bogen som "hed af Had". Den blev straks en skandalesucces, der udkom i to oplag og gav ham større fortjeneste end Sult og Mysterier. Men den kostede ham dyrt: Arne Garborg skrev, at den var "for Pøbelen"; mens Bjørnson skrev, at den var "det uærligste og ansvarsløseste i norsk Litteratur". Nils Vogt  i Morgenbladet kaldte ham "Humbugens Apostel i den norske Litteratur". Ægteparret Skram slog hånden af ham. Skønt fortaler for moderne psykologi savnede Hamsun selvindsigt og forståelse for, at hans isolation skyldtes hans egne angreb på og nedrakken af andre. Han stillede sig også uforstående, når andre påpegede hans åbenbare motiv: Fadermord. 
I april 1893 rejste Hamsun til Paris sammen med Sven Lange. Før afrejsen havde Hamsun sendt stykket "Glahns død" til Samtiden; i Paris udviklede det sig til Pan. Han blev i byen i to år, men opgav at lære fransk og forblev helt opslugt af sin skrivning og den litterære magtkamp i Norge. I Sven Langes novelle "Madam Claire" fra 1893 genkendes Hamsun i skikkelsen Moe. 

## Pan
I Paris påbegyndte Hamsun romanen Pan, som blev fortsat på Samsø og afsluttet i Kristiansand. Den blev en kritikersucces. Gamle fjender som Bjørnson tog Hamsun til sit hjerte; og en ny generation kritikere med Carl Nærup  i spidsen var begejstrede. Men Edvard Brandes anmeldte bogen kort og ufølsomt i Politiken og bekræftede hermed Hamsuns følelse af at være forfulgt af Brandes-brødrene. 
Hovedpersonen i Pan, løjtnant Thomas Glahn, går klædt i skind og bor i en hytte i skoven med sin hund Æsop. Indtrykket af et vildmarksliv forstyrres dog noget af, at en kone kommer og gør rent. Glahn forelsker sig i købmand Macks datter Edvarda. Men ligesom Hamsun er Glahn forelsket i forelskelsen; han vil ikke have den kvinde, som medfører ansvar og ægteskab. Sin selvoptagede lidenskab projicerer han ud i midnatssolnaturen, og hans udvalgte, Eva, omkommer som en direkte følge af deres forhold. Fra Nordland rejser Glahn til Indien, hvor han arrangerer sit selvmord ved at få en jagtkammerat til at skyde sig. I Pan er den alvidende forfatter afskaffet; da Glahn møder Eva, tror han, hun er smedens datter, mens læseren godt ved, at Eva er smedens kone. Et brev med grønne fuglefjer i ved bogens start får Glahn til at mindes sin tid i Nordland i 37 kapitler: "I de sidste Dage har jeg tænkt og tænkt paa Nordlandsommerens evige Dag." I det 38. kapitel afslutter han sin beretning; straks kommer postbudet med et brev med grønne fuglefjer i - som jo ellers var starten på historien. Hamsun ville ophæve romanens traditionelle episke form. Kunsten overordnes alt andet, moral og love, samvittighed og kærlighed. 

## Første ægteskab, en datter, lyrik, rejser og romaner
Frem mod år 1900 udtrykte den produktive forfatter jævnligt meget overraskende sin lede ved digtning. "Litteratur glæder ikke (nej glæder ikke virkelig) nogen mer. Litteraturen det er bare bøger." Hans foredrag Mod Overvurdering af Digtere og Digtning fra 1897 udtrykte det samme. Han fartede rastløs omkring, skiftede opholdssted, var nedtrykt og generet af alkoholproblemer, der en tid gav slip, da han indledte et forhold til den kønne og velhavende Bergljot Goepfert fra Trondheim. Fra den tid stammer Feberdigte, om en mand i erotisk rus.
Parret måtte snige sig til at mødes omkring på hoteller, da Bergljot var gift. Sagen var en skandale og et samtaleemne. Anonyme breve cirkulerede med beskyldninger om, at Hamsun lod sig forsørge af kvinder, udnyttede sine kvindelige bekendte til at presse penge af deres mænd, og at han "ragede" på sine værtinder for at opnå en billig husleje; desuden at han plagierede andres tekster og udgav dem for sine egne. Brevene blev sendt til familier, bladredaktioner, cafeer, boghandlere og forlag. Anna Munchs roman To mennesker kunne antyde, at forfatterinden stod bag brevene; men sagen blev aldrig opklaret.
Bergljot blev formelt skilt i november 1897, og 16. maj 1898 blev hun og Hamsun gift i Oslo i Johanneskirken (der blev ødelagt af jordskælvet i 1904 og revet ned i 1928). Den liberale præst Christopher Bruun (1839-1920) gik med til at vie dem, selv om Bergljot var skilt. Hamsuns forlover var vennen og forfatteren Hans Aanrud; Bergljots forlover var boghandler Christian Dybwad, som Hamsun lånte store beløb af. Det blev også Dybwad, der senere ordnede formaliteterne omkring parrets skilsmisse.
Bryllupsrejsen gik til Valdres, hvor Hamsun fik skrevet kærlighedsromanen Victoria færdig, selv om dens mandlige hovedperson vælger digtningen frem for kærligheden. Som i skillingsviserne er motivet kærlighed umuliggjort af klasseskel, og møllersønnen Johannes får aldrig sin udvalgte, der gifter sig med en anden, men når at bekende sin evige kærlighed til Johannes, inden hun dør. I 1898 fik Hamsun sit første stipendium og rejste samme år med Bergljot til Helsingfors. I september 1899 fortsatte de videre gennem Rusland til Kaukasus og Tyrkiet. Allerede i Finland begyndte ægteskabet at kølne, og Hamsun omtaler sin kone som sit "rejsefølge" i rejseberetningen I Æventyrland.
I Kaukasus følte Hamsun sig vel til mode blandt bønder og bjerge, der mindede ham om barndommens Nordland. "Æventyrlandet" er altså både Kaukasus og Nordland, og rejsen vakte et ønske til live om at slå sig til ro, dyrke jorden og vende tilbage til Nordnorge. Efter hjemkomsten rejste han for første gang tilbage til Hamarøy og opholdt sig der i flere måneder.
Sommeren 1901 rejste Bergljot alene til Helgeland for at besøge sin familie; Hamsun skulle komme senere. I stedet skyndte han sig at finde deres fælles bankbog frem, hævede et betydeligt beløb og rejste til Oostende, kendt for sit spillekasino. Her satte han alt ind på at blive økonomisk uafhængig af sin kone og købe sig fri fra hende. I stedet tabte han 13.000 franc. "Kære Bergljot, nu går jeg om bord og kommer ikke mer i land. Farvel. Gud velsigne dig og tak. Din Knut" skrev han i et selvmordsbrev fra Antwerpen, men kom dog levende hjem. Ved velstående venners hjælp fik han betalt noget tilbage, men stod i gæld til sin kone flere år derefter. En art forsoning kom i stand, og i 1903 blev datteren født og døbt Victoria efter sin fars succesroman. Parret boede da i Thereses gate 49, hvor en mindeplade er sat op.
Men ægteskabet kunne ikke reddes, heller ikke af indflytning i villa i Drøbak i 1905. Hamsun havde selv tegnet huset, som han kaldte Maurbakken (= Myrebakken). Det var i empirestil og ligger der stadig på Vestbyveien. Grunden på syv mål (ca 7.000 kvm) kostede 2.500 kroner. Slutsummen på 9.931 kroner blev betalt af et forskud fra Gyldendal forlag og Hamsuns mæcen Albert Langen i München. Hamsun foretrak i et hektisk storby- og caféliv med stort pengeforbrug. I marts 1906 skrev han til Langen: "Jeg har nu bygget mit deilige hus. Men just da det ble færdigt, blev mit hjem og min familie oppløst." 20. marts 1906 undertegnede parret separationspapirene. Hamsuns første ægteskab blev formelt opløst i 1908.
I 1904 kom digtsamlingen Det vilde Kor, der påvirkede en generation af lyrikere, såsom Herman Wildenvey og Olaf Bull. Her fortsættes angrebene på tidsånden, på "kvindesagshyl" og "arbejderkrapyl". Mange af digtene har nordnorsk motiv, ligesom romanen Sværmere fra samme år, hvor humoristen Hamsun slår sig løs i skildringen af en mangfoldig fantast og kvindebedårer. I det eksemplar, Hamsun sendte sin ven Køhler Olsen i Bergen, skrev han: "Dette er en Bog med en Præstefrue som mangler – mig." Da han senere udgav Under Høststjernen, skrev han i dedikationen til Køhler Olsen: "Og, kære Køhler, dette er en Bog om en Præstefrue som IKKE har manglet mig. Er du saa tilfreds?" Eksemplarerne befinder sig i universitetsbiblioteket i Bergen.

## Andet ægteskab og "vandrerbøgerne"
Inden unionen mellem Norge og Sverige blev opløst i 1905, engagerede Hamsun sig stærkt i kampen for norsk selvstændighed. Ellers var han trykket af den kommende alderdom. Af mange blev han opfattet som ungdommens digter, og det skræmte ham, at han nærmede sig de 50. I 1907 vakte han opsigt med foredraget Ærer de unge i Studentersamfundet, hvor han tog afstand fra det fjerde bud. "Det er de unge, som skal hædres, for de har fremtiden foran sig," sagde Hamsun. Samme år havde han mødt den 26-årige skuespillerinde Marie Andersen i forbindelse med en opsætning af hans stykke Ved Rigets Port på Nationaltheatret. På trods af 22 års aldersforskel blev de snart forlovet og giftede sig i 1909 som indledning til et stormfuldt ægteskab, præget af Hamsuns voldsomme jalousi og ejertrang.
Romanerne Under Høststjærnen (1906), En Vandrer spiller med Sordin (1909) kaldes "vandrerbøgerne". Her optræder Hamsuns alter ego, løsarbejderen Knut Pedersen med sin forelskelse i en gift kone. Tvillingebøgerne Benoni og Rosa fra 1908 skildrer livet ved et lille handelssted i Nordland, hvor patriarken Mack skalter og valter som en småkonge, mens opkomlingen Benoni henfalder til naragtig forfængelighed. Den unge student Parelius er ulykkelig forelsket i Benonis kone Rosa, mens Edvarda fra Pan dukker op igen. 

## Anden verdenskrig
Hamsun støttede Tyskland både under 1. og 2. verdenskrig og var en bitter modstander af den britiske imperialisme og den sovjetiske stalinisme. Han sluttede sig til Quislings parti Nasjonal Samling (NS). Der er ingen tvivl om hans sympatier; men manden var stokdøv, holdt sig mest for sig selv, blev svækket af flere hjerneblødninger og fik dertil de fleste oplysninger fra sin familie, der også var tyskvenlig. Glemmes må det heller ikke, at Hamsun gjorde en indsats for at få nordmænd ud af tysk fangenskab. Men i indlægget "Et ord til os", trykt i NS-bladet Fritt Folk 4. maj 1940, opfordrede Hamsun de norske soldater til at smide våbnene og tage hjem: "Tyskerne kjemper for oss alle og knekker nu Englands tyranni mot oss alle nøitrale." Norske sømænd på allierede skibe kunne ikke tilgive ham dette udsagn, også i Fritt folk: "Jeg synes det går riktig godt nu: Ubådene arbeider jo nat og dag." I 1943 aflagde han Joseph Goebbels et besøg. Goebbels var en stor Hamsun-beundrer, og Hamsun sendte ham et takkebrev med sin egen nobelprismedalje i: "Jeg vet ingen som så utrettelig i år efter år har skrevet og talt Europas og menneskehedens sag så idealistisk som De, hr. Reichsminister." Han mødte Hitler på Berghof i Obersalzberg; men Hitler tabte tålmodigheden med den stædige gæst, der blev ved med at insistere på, at Josef Terboven burde afsættes som overhoved i Norge.  Flere gange blev han afbildet sammen med Terboven; men den ene gang var han hos Terboven for at bede om nåde for forfatterforeningens leder, der var blevet fængslet. En anden gang blev han hentet på Fornebu lufthavn af Terboven. Det var efter besøget hos Hitler, og først efter krigen kom det frem, at Hamsun var blevet smidt ud af Hitler, fordi han prøvede at få Terboven fjernet.
I Norge overgav tyskerne sig 8. maj 1945, og dagen før havde Hamsun på eget initiativ indrykket en nekrolog over Hitler i Aftenposten: "Jeg er ikke værdig til at tale høirøstet om Adolf Hitler, og til nogen sentimental Rørelse indbyder hans Liv og Gerning ikke. Han var en Kriger, en Kriger for Menneskeheden og en Forkynder av Evangeliet om Ret for alle Nasjoner. Han var en reformatorisk Skikkelse af høieste Rang, og hans historiske Skæbne var den, at han virkede i en Tid av eksempelløseste Råhed, som tilslut fældte ham. Slik tør den almindelige Vesteuropæer se på Adolf Hitler. Og vi, hans nære Tilhængere, bøier nu våre hoder ved hans død." 

## Pågribelse, psykiatrisk observation, retssag og sidste roman
Den 14. juni 1945 blev Hamsun hentet af norsk politi og bragt til et sygehus i Grimstad, hvor han afgav forklaring om sin tyskvenlige holdning. Den 2. september blev han overført til et plejehjem i Landvik. Som følge af sine handlinger under krigen ville han, hvis han havde været 20 eller 30 år yngre, været mødt med "forræderitiltale og årelang fængselsstraf", lød vurderingen fra juraprofessor Johs Andenæs.   For at skåne den døve, gamle mand for det besluttede rigsadvokaten sig for en retspsykiatrisk observation, og den 14. oktober ankom Hamsun til Vindern psykiatriske klinik i Oslo. Under sit 119 dage lange ophold der havde han mange indgående samtaler med professor Gabriel Langfeldt,  der sammen med overlæge Ørnulv Ødegård  afgav en 83 sider lang erklæring med diagnosen "varigt svækkede sjælsevner" uden gentagelsesfare. Hamsun oplevede opholdet som ren tortur og lagde Langfeldt for had. Ud fra diagnosen kunne rigsadvokaten frafalde straffesagen mod Hamsun begrundet med hans høje alder. I stedet blev der rejst søgsmål mod ham for hans påståede medlemskab af NS, med krav om erstatning for de skader, partiet havde forvoldt landet. Under retssagen i 1948 stod Hamsun fast ved sine handlinger; men benægtede kendskab til KZ-lejrene, og at han nogensinde var medlem af NS. Alligevel blev han dømt for medvirkning ud fra en "vilje til medlemskab". Han blev derfor dømt til at betale den norske stat 425.000 kroner i erstatning. En appel til Højesteret reducerede dog erstatningssummen til 325.000 kroner. Hvad diagnosen "varigt svækkede sjælsevner" angår, udgav Hamsun 28. september 1949 sin sidste roman, den snedige Paa gjengrodde Stier i et oplag på 5.000. Med sin skarpsindige vurdering af modpartens strategi er bogen den perfekte hævn over professor Langfeldt og hans "diagnose" og satte retspsykiatrien i et besynderligt lys. I første omgang turde forlaget ikke udgive bogen uden at fjerne Langfeldts navn; men Hamsun stod på sit, og professor Langfeldts navn står på tryk i bogen  til hans evige skændsel.
Professor Langfeldt havde også indkaldt Hamsuns kone Marie til en samtale om deres forhold. Han forsikrede hende, at oplysningerne ville blive behandlet fortroligt. I virkeligheden stod de i journalen, så Hamsun selv kom til at læse, at Marie havde fortalt hans fjende Langfeldt, hvordan ægteskabet var blevet en tilstand af åbent fjendskab, med trusler om fysiske overgreb og skilsmisse. Hamsun følte sig dobbelt forrådt, men sagde kun: "Ja, ja, så sier jeg dig farvel, Marie. Vi sees ikke mere." Marie var sønderknust over Langfeldts svig. Hamsun skrev til sin ven Christian Gierløff: "Hun har været min onde ånd i al tid. Jeg vil skilles." Her tænkte han også på at få sikret sin datter af første ægteskab, Victoria, økonomisk. Men halvandet år før sin død sendte han alligevel bud efter Marie, der kom tilbage til Nørholm og plejede ham frem til hans død. Måske blev de virkelig forsonet; men Marie skrev forfærdelige ting om ham til deres datter. 
I Processen mod Hamsun hævder Thorkild Hansen, at norske myndigheder ville undgå en straffesag mod Hamsun for i stedet at indkassere en svimlende erstatning. Det er forkert; en straffesag udelukker ikke et erstatningskrav. Thorkild Hansen så jo, at Marie Hamsun 28. august 1946 blev idømt tre års tvangsarbejde og tab af statsborgerlige rettigheder – og tillige skulle betale 75.000 kroner i bøde og 150.000 kroner i erstatning – selv om hun var uformuende, og Hamsun havde gjort klart, at han ikke kom til at betale for hende. Det er uforståeligt, at forsvareren Christian Stray ikke ankede erstatningskravet, for Højesteret fjernede bødestraffen efter anke, og fru Hamsun blev efter ansøgning løsladt efter halvandet års afsoning. 

## Syn på Hamsuns forfatterskab
"Jeg anser ham for at være et af tidens største mennesker," sagde Einstein om Hamsun. Thomas Mann sammenlignede ham med Homer og Dostojevskij. "Hamsun lærte mig at skrive," supplerede Hemingway. "Jeg ser ingen, der kan sidestilles med Hamsun i skaberkraft," udtalte Gorkij. "Der har aldrig opstået et rigere udrustet menneske i Norge," mente Sigurd Hoel. 
Sigrid Undset sagde engang ondskabsfuldt, at alle Hamsuns bøger handler om bondedrengen, der drømmer om at komme i seng med prinsessen.  Der var opstået bittert fjendskab mellem Knut Hamsun og Sigrid Undset, da Hamsun i 1915 skrev en artikel i Morgenbladet - Hamsun var forbitret over, at en moder havde dræbt sit barn og ikke fik mere end otte måneder fængsel. "Der stod ikke atten Aar eller otte Aar, men otte Maaneder" skrev Hamsun. sådanne milde domme mod mødre, der havde øvet vold mod sine børn, havde der været mange af i denne tid, og der var mange, som hævdede, at mødre, som begår vold mod sine børn, ingen straf burde have. Da Hamsun elskede børn af hele sit hjerte, gjorde sådanne retssager ham rasende. Af den stærke kritik, som Hamsun ved denne artikel fik rettet mod sig, stod Sigrid Undset i spidsen. Forfatterkollegaen hævdede, at sådanne mødre ikke bør straffes, da barnemord udelukkende forekom på grund af "sociale aarsaker" - det vil sige fattigdom og kvindediskriminering. Sigrid Undsets syn på sagen var for Hamsun aldeles utilgivelig, da hans forkærlighed for børn var et så stærkt instinkt hos ham, og for ham var dét at dræbe et barn den værste af alle synder. 
Hamsuns forfatterstil kendetegnes af en sanselig og lyrisk prosa, en uhæmmet humor og evne til at skildre personer og situationer med stor præcision. "Vi skriver anderledes siden Hamsun, enhver af os, gladere, blødere, sol-fuldere; livets varme, livets luner får lov til at lege i pennen, tankerne må godt drive fra komma til komma, ligesom bier i en blomstereng!" skrev Nordahl Grieg til Hamsuns 70-årsdag i 1929. Tom Kristensen skrev: "Vi smiler forelsket, når vi blot hører hans navn." Sigurd Hoel skrev: "Der findes øjeblikke af forelskelse, av ydmygelse, av lidenskab og smerte som ingen havde troet, det var muligt å bevare i erindringen engang, endsige fremstille i ord. Pludselig var de der i disse Hamsuns bøger." 

## Psykoanalytikerens notater i en kunstudstilling i 2017
Hamsun skal have været den første, der gennemgik en fuldstændig psykoanalyse i Norge. Journalen fra analyserne i 1926 opbevares i Håndskriftsamlingen i Nasjonalbiblioteket i Oslo. Kunstner Thomas Kvam udstillede i 2017 de stenograferede tekster i sin udstilling The Hamsun Sessions på QB Gallery i Oslo. Psykoanalytikeren Johan Irgens Strømme havde opbevaret notaterne fra psykoanalysen af Hamsun; nok med tanke på, at de kunne blive værdifulde for eftertiden. Strømme gav journalerne til sin ven, som senere kontaktede Gyldendal forlag; men der blev vrøvl om rettighederne, og materialet endte med at blive skænket til Nasjonalbiblioteket. 
"Du glemte vist at spytte efter mig da jeg rejste, Marie," skrev Hamsun til sin kone i januar 1926. Han havde lige læst en ny bog om "Nærvøsitet" af Norges mest omstridte læge, dr. Strømme, som i sin bog hævdede, at "de nærvøse hører til samfundets fineste menneskemateriale." Den læge ville Hamsun behandles af. 
Samtalerne - 474 sider patientjournal - blev stenograferet i hånden, enten af Strømme selv eller hans sekretær, i en egen variant af stenografisystemet Gabelsberger, som meget få i dag behersker, og som derfor var ulæselige for kunstudstillingens publikum. Samtalerne fulgte Strømmes Jung-baserede analysemetode med notaterne opdelt i tre afsnit: Drøm, association og analyse. I Fra det ubevidste sjæleliv fra 1890 beskrev Hamsun selv udførligt sine egne forsøg på at tyde sine drømme, for "det er ikke uden interesse for mig at få forklaring på, hvad det dog er for en sælsom virksomhed, min hjerne bedriver i nattens mulm og mørke, mig aldeles uafvidende." 
Hamsun drømte om et svøbelsesbarn og mente, det burde snøres op, så det kunne sprælle frit. Han så det som et billede på, at han selv var for stiv og ubøjelig. Han pressede også sin kone Marie til at gå i terapi. Over for henne indskærpede Strømme, at en kone skylder sin mand underdanighed og fratog hende retten til blive vred og såret over Hamsuns urimeligheder. Da hun protesterede, sagde Strømme, at "en god kone er den stige, hendes mand klatrer opad, så han når sine evners højeste udfoldelse".
Hamsun kunne ikke med nærhed til andre. Gennemgående havde han et afvisende tilknytningsmønster. Men i 1926 behøvede han desperat en samtalepartner, og det fandt han i dr. Strømme. Hamsun søgte behandling for socialangst, samlivsproblemer, og fordi han var gået i stå med sin skrivning. Strømmes notater befatter sig i udpræget grad med indholdet i Hamsuns drømme. 
Hamsun følte ubehag sammen med andre og frygtede at afsløre sine svagheder. Derfor isolerede han sig mere og mere. I et brev til sin kone under behandlingen, skrev han: "Igaaraftes da jeg gikk hjem slog det mig plutselig at jeg ikke hadde noget at være ræd Mennesker for(...)Jeg vil prøve ikke at ha Fobi, hvad har jeg at være ræd Mennesker for?" Hamsun var yderst sammensat. Den grandiose del af hans personlighed kan have været et skalkeskjul for den sårbare del. Hans mere selvbiografiske romaner tyder på en udmærket indsigt i egne svagheder, der så kan have indhentet ham i de voksne år. Efter den første runde samtaler med lægen i 1926 flyttede han hjem til Nørholm og gik i gang med Landstrygere. Nu kunne han skrive igen. 

## Efterkommere
- Af første ægteskab - med Bergljot:
- Victoria Hamsun (1902-1980), der giftede sig med engelske Dederick Charlesson (1896–1970) og bosatte sig i Honfleur i Frankrig. Efter deres to sønner har Hamsun en række efterkommere. [70]

- Af andet ægteskab - med Marie:

- Tore Hamsun (1912-1995) blev maler og forfatter. Efter at Gyldendals direktør Harald Grieg blev arresteret af tyskerne 1941, blev Tore Hamsun indsat som kommissarisk leder af forlaget 1942-44. Han fungerede halvhjertet og var også stærkt uenig i jødeforfølgelserne. I Berlin var han blevet ven med Max Tau og hjalp ham i 1938 med at flygte til Norge og lod ham bo i sin lejlighed i Oslo. Under aktionen mod jøderne i Norge hjalp han igen Tau med at flygte. Efter krigen blev Tore dømt til ni måneders fængsel for medlemskab af Nasjonal Samling og SS; [71] men slap ud efter fem måneder. [72]

- Arild Hamsun (1914-1988) var krigsreporter og frontkjemper (kæmpede på tysk side) og modtog Jernkorset; efter krigen idømt halvandet års fængsel. [71] Han overtog driften af Nørholm, hvor han også boede med sin kone Brit og børnene. Efter hans bortgang overtog den ældste datter Victoria Hamsun (f. 1947) driften af Nørholm, idet hendes ældre bror Esben var omkommet i en trafikulykke som 20-årig. [73] Fra østfronten skrev Arild også lyrik:

Bunkeren vor herude
har vi bygget otte mand.
For oss otte går den an
med sin ene rude. 
- Ellinor Hamsun (1915-1987) blev allerede som 13-årig taget ud af skolen i Grimstad lige før eksamen og sendt til klosterskoler i Tyskland og senere til Frankrig for at lære sprog. Til sin veninde Gerd Høst, senere tyskprofessor, som har udgivet en biografi om Ellinor Hamsun, forklarede Ellinor, at hendes mor havde sagt, at hun forstyrrede sin far i hans vigtige arbejde, hvis hun ikke flyttede hjemmefra. Hamsun så på kvinder som blomster, der ikke skulle læse eller mase med eksamener, men rejse og lære sprog. [75] I Berlin prøvede Ellinor at få et gennembrud som skuespillerinde. Hun tog sig det meget nært, at hun ikke engang måtte komme hjem i sommerferierne. Ifølge Høst udviklede Ellinor spiseforstyrrelser i Frankrig, hvor hun havde lært at stikke fingeren i halsen. Grædende fortalte hun, at hun ikke magtede at holde op med det. Lægerne anså det ikke for en sygdom og bad hende om at tage sig sammen. Når maven var tom, var det meget smertefuldt, og da tog hun en drink. Et problem med alkohol fik hun dog først, efter at hun i 1939 blev gift med den kendte tyske regissør Richard Schneider-Edenkoben [76]. Til brylluppet kom ægteparret Hamsun, og tyske aviser slog det stort op. Men snart forelskede regissøren sig i sin sekretær, og en nedbrudt og stærkt bulimisk Ellinor rejste hjem til Nørholm; men der var forældrene væk - Marie i arrest og Knut interneret. Hendes bror Arild og hans kone prøvede at tage sig af hende, men kom til kort. En tid gjorde hun rent på et plejehjem i Bærum; men blev så indlagt på Arendal sygehus af Arild. Ellinor prøvede selv at spare penge op til en lobotomi; hendes mor og bror havde lovet, at hvis hun bare lod sig operere, ville hun få lov til at komme hjem og blive accepteret af familien. [77] Det skete ikke, selv om hun blev lobotomeret to gange: Første gang (i Norge i 1951) var mislykket, hun blev meget syg og magtede med nød og næppe at komme hjem til sin fars begravelse i februar 1952. I et brev fra 1946 (gengivet i Harald Næss' brevsamlinger) skrev Hamsun til datteren: "Kære Ellinor min, du som er den sødeste af alle og med det bedste Hjertelag, jeg vilde så inderlig gerne se dig rettet op igen før jeg dør." I stedet blev Ellinor sendt til Rigshospitalet i København, hvor hun igen blev lobotomeret, nu af overlæge Eduard Busch. [78] Operationen blev betalt af Marie Hamsuns overskud fra bogen Regnbuen om ægteparret Hamsuns samliv. Derefter blev Ellinor indlogeret på et hvilehjem i Jylland, nær ved sin søster Cecilia, som var gift med den danske forfatter Hans Andreasen. [79] Her boede Ellinor halvdelen af sit liv, i 34 år, frem til sin død. [80]

- Cecilia Hamsun (13. maj 1917-1985 i Egå) var kunstmaler og bosatte sig i Danmark. I et brev til hende (gengivet i Thorkild Hansens Processen mod Hamsun) skrev Marie Hamsun i 1965: "Gud velsigne dig. Jeg håber, han hører denne bøn. Og bare han kunne hjælpe stakkels Ellinor! Jeg har jer to, og begge har jeg skyld for, fordi jeg fandt mig i, at I ikke fik noget hjem hjemme." [80] Cecilia boede i København under krigen og færdedes i modstandskredse. Hun havde ingen sympati for nazismen. [81] Alle hendes fire ægteskaber var med danskere:
- 1. Kunstmaleren Mogens Hertz (1909-99)[82] blev hendes ægtemand 28.10.1939. De blev skilt i 1943.
- 2. Forfatteren Hans Andreasen.[83] De blev gift i 1945 og skilt i 1950.
- 3. Psykiateren Knud Moesgaard.[83]
- 4. Operasanger Michael Fønss, søn af Aage Fønss. Med ham var hun gift frem til sin død.[84]

## Gravsted
Knut Hamsuns urne er sat ned under guldregnen i Nørholms have. Resten af familien ligger på Eide kirkegård: datteren Ellinor og Hamsuns sønner Tore og Arild, samt Arilds kone Brit.  Hamsuns enke Marie bad selv om at blive begravet ved siden af Arilds søn Esben, der døde ung. 

## Literatur
- Thorkild Hansens bog: Processen mod Hamsun (1978)